# Carl Oskar Svensson
Carl Oskar Svensson, född 2 oktober 1876 i Luttra, Skaraborgs län, död 22 maj 1965 i Jönköping, var en svensk möbelsnickare och skulptör.
Han var son till August Svensson och Inga Borg och från 1901 gift med Anna Sofia Jansson (1881–1965). Svensson utbildade sig i sin ungdom till möbelsnickare men var som konstnär autodidakt. Vid sidan av sitt arbete utvecklade han en stor skicklighet som träskulptör av mindre djurskulpturer. Han arbetade med ett gammaldags naturalistiskt detaljmanér med fint polerade ytor. Han började ställa ut sina skulpturer först när han var i 60-årsåldern och tillsammans med två målarkamrater bildade han Föreningen Smålandskonstnärer där han medverkade i föreningens utställningar i Syd- och Mellansverige. Senare medverkade han även i utställningar med Föreningen Södra Vätterbygdens konstförening och Norra Smålands konstförening. Bland hans offentliga arbeten märks ett träkrucifix för Österängskyrkan i Jönköping. Makarna Svensson är begravda på Skogskyrkogården i Jönköping.